# Xanrey
Xanrey (Duits: Schenris)  is een gemeente in het Franse departement Moselle (regio Grand Est) en telt 112 inwoners (2009).
De gemeente maakt deel uit van het arrondissement Château-Salins en sinds 22 maart 2015 van het kanton Le Saulnois, toen het kanton Vic-sur-Seille, waar de gemeenten daarvoor onder viel, erin opging.

## Geografie
De oppervlakte van Xanrey bedraagt 7,6 km², de bevolkingsdichtheid is dus 14,7 inwoners per km².
De onderstaande kaart toont de ligging van Xanrey met de belangrijkste infrastructuur en aangrenzende gemeenten.

## Demografie
Onderstaande figuur toont het verloop van het inwonertal (bron: INSEE-tellingen).